# Takashi Yamahashi
Takashi Yamahashi (jap. 山橋 貴史, Yamahashi Takashi; * 31. Mai 1972 in Hokkaido) ist ein ehemaliger japanischer Fußballspieler und heutiger Fußballtrainer.

## Karriere

### Spieler
Yamahashi erlernte das Fußballspielen in der Schulmannschaft der Sapporo Daiichi High School. Seinen ersten Vertrag unterschrieb er 1991 bei Yanmar Diesel (heute: Cerezo Osaka). Der Verein spielte in der höchsten Liga des Landes, der Japan Soccer League. Am Ende der Saison 1990/91 stieg der Verein in die Division 2 ab. 1994 wurde er mit dem Verein Meister der Japan Football League und stieg in die J1 League auf. 1994 erreichte er das Finale des Kaiserpokal. Für den Verein absolvierte er 106 Spiele. 1997 wechselte er zum Zweitligisten Consadole Sapporo. 1997 wurde er mit dem Verein Meister der Japan Football League und stieg in die J1 League auf. Für den Verein absolvierte er 19 Spiele. Ende 1998 beendete er seine Karriere als Fußballspieler.

### Trainer
Von 2007 bis 2009 war Yamahashi Co-Trainer bei der japanischen U17-Nationalmannschaft. Von 2011 bis 2012 war er als Co-Trainer bei der japanischen U18 tätig. Am 1. Februar 2021 übernahm er das Traineramt beim Viertligisten Verspah Ōita.

## Erfolge

### Spieler
Cerezo Osaka
- Japanischer Pokalfinalist: 1994